# 4482 Frèrebasile
4482 Frèrebasile este un asteroid din centura principală, descoperit pe 1 septembrie 1986 de Alain Maury.